# Nasa schlimiana
Nasa schlimiana là một loài thực vật có hoa trong họ Loasaceae. Loài này được (Planch. & Triana) Weigend mô tả khoa học đầu tiên năm 2006.